# Hexura
Genre
Hexura est un genre d'araignées mygalomorphes de la famille des Antrodiaetidae.

## Distribution
Les espèces de ce genre sont endémiques des États-Unis. Elles se rencontrent en Oregon et dans l'État de Washington.

## Liste des espèces
Selon World Spider Catalog (version 25.0, 23/01/2024) :
- Hexura picea Simon, 1885
- Hexura rothi Gertsch & Platnick, 1979

## Systématique et taxinomie
Ce genre a été décrit par Simon en 1885 dans les Aviculariidae. Il est placé dans les Antrodiaetidae par Hedin, Derkarabetian, Alfaro, Ramírez et Bond en 2019.

## Publication originale
- Simon, 1885 : « Note sur le groupe des Mecicobothria. » Bulletin de la Société Zoologique de France, vol. 9, p. 313-317 (texte intégral).